# Weinmannia wercklei
Weinmannia wercklei är en tvåhjärtbladig växtart som beskrevs av Paul Carpenter Standley. Weinmannia wercklei ingår i släktet Weinmannia och familjen Cunoniaceae. Inga underarter finns listade i Catalogue of Life.